# Театр ЧТЗ
Театр ЧТЗ (Театр Челябинского тракторного завода) расположен в Челябинске на проспекте Ленина в Тракторозаводском районе города.

## История
Возведение здания театра ЧТЗ при строящемся Челябинском тракторном заводе началась в 1930 г. Оно являлось частью комплекса социального города при ЧТЗ. Первоначально для постройки здания был выбран стиль конструктивизма. Изначально в здании находился киноклуб, предназначенный для работников завода. Клуб начал работу в 1934 г.
В 1948 г. была проведена реконструкция фасадов и интерьеров здания киноклуба в стиле неоклассицизма по проекту, который разработали архитектор М. А. Леженя и инженеры Я. Пельц и С. Канель. При этом были сохранена объемно-пространственная композиция здания. Киноклуб был перепрофилирован в театр, с этой целью и была проведена реконструкция. 
Доминанта экстерьера здания — это большая лоджия главного фасада с четырьмя колоннами коринфского ордера. Фасады здания театры украшены пилястрами в межоконных простенках и горельефными композициями, выполненных в виде картушей с маскаронами, обрамленными гирляндами работы скульптора И. Н. Клигера. Зрительный зал театра декорирован барельефными портретами, выполненными в 1948 г, скульптором И. Н. Клигером. В 1983 г. плафон в зрительном зале был украшен росписями работы К. В. Фокина, а плафон фойе театра — художником В. П. Сорокиным. Театральный зал рассчитан на 711 мест.
Ныне (2022 г.) здание театра ЧТЗ входит в ведомство Негосударственного учреждения «Дворец культуры ООО „ЧТЗ-УРАЛТРАК“». Театр ЧТЗ не имеет собственной труппы  и используется как городская концертная площадка.